# اشلی زوکرمن
اشلی زوکرمن (انگلیسی: Ashley Zukerman؛ زادهٔ ۳۰ دسامبر ۱۹۸۳) بازیگر اهل استرالیا است. وی از سال ۲۰۰۶ میلادی تاکنون مشغول فعالیت بوده‌است.
از فیلم‌ها یا برنامه‌های تلویزیونی که وی در آن نقش داشته‌است می‌توان به اقیانوس آرام، خیابان ترس ۲، و آموزگار اشاره کرد.